# Michel Ballin
Michel Ballin est un peintre français né vers 1619 et mort à Paris le 20 décembre 1706.

## Biographie
Michel Ballin est peintre ordinaire du roi qui s'est exercé dans le portrait et la peinture d'histoire. Michel Ballin a fait un voyage à Rome et a séjourné un temps à Marseille. Il n'a pas été membre de l'Académie royale de peinture et de sculpture.
Michel Ballin est le frère de l'orfèvre Claude Ballin. Il se revendique aussi « commis » de son frère à la Monnaie de la Galerie du Louvre. Michel Ballin s'est installé avec sa femme et ses enfants dans l'appartement de la Monnaie. En 1679, la veuve de Claude Ballin fait évacuer cet appartement pour le récupérer.

## Peintures
- Deux tableaux équestres du roi réalisés en 1669 pour être envoyés au Portugal[3].
- May de Notre-Dame de Paris de 1676, La séparation de saint Paul et de saint Barnabé, tableau perdu.

## Famille
- Pierre Ballin, orfèvre[4], marié à N. Boisvin, 
  - Pierre Ballin le jeune, orfèvre, mort en 1676,
  - Paul Ballin, orfèvre, mort en 1674, à l'âge de 57 ans,
  - Claude Ballin, orfèvre, né à Paris en 1615, mort à Paris en 1678, marié en 1640 avec Suzanne Guillain,
    - Michel Ballin

  - Michel Ballin, peintre ordinaire du roi, marié à Claire Garnier,
    - Claude Ballin II, orfèvre, né à Paris vers 1660, mort à Paris en 1754, marié à Marie-Marthe Hamelin[5],
      - Claude-Antoine Ballin, prêtre,
      - Jacques Ballin, orfèvre en survivance de son père,
      - Marie-Anne Ballin (1699- )

    - Madeleine Ballin (vers 1660-1702), mariée en mai 1676 avec Nicolas Delaunay,
      - Henriette Jeanna Delaunay, mariée avec François Gabriel Bachelier, premier valet de chambre du roi,
      - Suzanne Delaunay, mariée avec Jules-Robert de Cotte, fils de Robert de Cotte[6],

    - Suzanne Ballin (1667-1696),
    - Michel-Nicolas Ballin (1670- )[7],
    - Charles Ballin (1671-1672),
    - Charles Ballin (1673- ).